# 山鹿市立来民小学校
山鹿市立来民小学校（やまがしりつ くたみしょうがっこう）は、かつて熊本県山鹿市鹿本町御宇田にあった公立の小学校。
2020年（令和2年）3月末をもって閉校し、山鹿市立稲田小学校・山鹿市立中富小学校とともに、山鹿市立鹿本小学校に統合された。
なお、来民小学校の校地・校舎が、新設校に継承されている。

## 沿革
- 1874年（明治7年）5月 - 「新町小学校」・「上御宇田小学校」が設置される。
- 1876年（明治9年）- 新町小学校を「来民小学校」に改称。下御宇田小学校を設置。
- 1883年（明治16年）- 来民小学校を新築。上御宇田小学校を統合の上、前田分校とする。
- 1886年（明治19年） -小学校令施行により、尋常科（4年制）を設置の上、「尋常来民小学校」に改称。
- 1887年（明治20年）- 尋常小学下御宇田校が尋常来民小学校の分校となる。
- 1892年（明治25年）- 「来民尋常小学校」に改称。尋常小学下御宇田校が分離の上、御宇田尋常小学校として独立。
- 1897年（明治30年）- 前田分校を統合。
- 1899年（明治32年）- 御宇田尋常小学校を統合。
- 1941年（昭和16年）4月1日 - 国民学校令施行により、「来民町来民国民学校」に改称。尋常科を初等科に改める。
- 1947年（昭和22年）4月1日 - 学制改革（六・三制の実施）により、新制小学校「来民町立来民小学校」に改組・改称。
- 1955年（昭和30年）4月1日 - 町村合併により、「鹿本町立来民小学校」に改称。
- 2005年（平成17年）1月15日 - 「山鹿市立来民小学校」（最終名）に改称。
- 2020年（令和2年）3月31日 - 山鹿市立鹿本小学校への統合により閉校。本校の施設が新設校に継承される。

## 著名な出身者
- 荒木俊馬（理論物理学者・京都産業大学創設者、途中転校）